# جاناتان چیس (هنرپیشه)
جاناتان چیس (انگلیسی: Jonathan Chase؛ زادهٔ ۲۶ اکتبر ۱۹۷۹) یک بازیگر سینما اهل ایالات متحده آمریکا است. وی از سال ۲۰۰۲ میلادی تاکنون مشغول فعالیت بوده‌است.